# Tiesso
Tiesso é uma vila da circunscrição de Cutiala, na região de Sicasso ao sul do Mali.

## História
Em 1889, Tiesso solicitou a ajuda do fama Tiebá (r. 1866–1893) pois não estava em bons termos com o chefe de Siraquelé. Em 1898, com o espalhar da revolta das vilas próximas a Cutiala, Babemba (r. 1893–1898) reuniu uma grande força e enviou contra os rebeldes; Tiesso apoiou o exército do fama.